# Протопоповская волость (Московская губерния)
Протопоповская волость — волость в составе Коломенского уезда Московской губернии. Существовала до 1929 года. Центром волости было село Протопопово.
Ныне территория волости в городе Коломна и Коломенском городском округе Московской области.

## История
В ходе реформы административно-территориального деления СССР в 1929 году Протопоповская волость была упразднена.

## Состав

### Населённые пункты
На 1913 год:
- Бараново  (Барановка)
- Бачманово
- Воловичи
- Волосово
- Гололобово
- Городок
- Гришино
- Дубенки
- Захаркино
- Зиновьево
- Змиево
- Колычево
- Михеево
- Новоселки
- Паново
- Петрово
- Протопопово — волостной центр
- Романовка
- Семеновское
- Сычево
- Хлоина
- Холопна
- Щепотьево

На 1 января 1926 года 24 селений.

### Сельсоветы
По данным 1922 года в Протопоповской волости было 8 сельсоветов: Бочмановский, Гололобовский, Змиевский, Колычевский, Михеевский, Петровский, Протопоповский и Семёновский.
27 октября 1925 года были образованы Воловический с/с (выделен из Змиевского с/с) и Сычевский с/с (выделен из Семёновского с/с).
К 1 января 1926 года 8 сельсоветов.